# Berghond
Berghonden zijn grote, zware honden, gefokt om kuddes vee te beschermen tegen dieven en roofwild. De FCI heeft de meeste berghonden ingedeeld in groep 2, bij de doggen. Er zijn ook een aantal berghonden ondergebracht bij de herdershonden, in groep 1.

## Gebruik

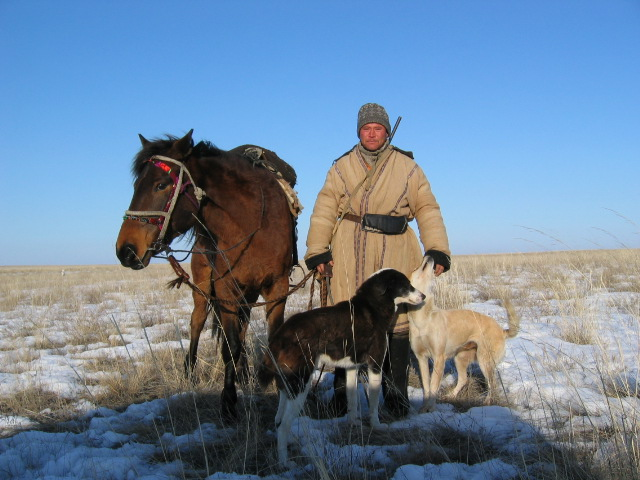
Kazachse herder met zijn berghonden - 2004 (Centraal-Aziatische owcharka)

De berghonden worden soms tot de herdershonden gerekend, maar hun hoofdtaak is niet het hoeden. Ze bewegen zich dan ook niet om, maar in de kudde, ze zijn er deel van. Ze kunnen langere tijd met de kudde alleen blijven en hebben, in tegenstelling tot de hoedende honden, geen bijzonder nauwe band met hun eigenaar.
De in Nederland gebruikte naam heeft te maken met het feit dat dit type honden vooral emplooi vindt in onvruchtbare, dunbevolkte streken met extensieve veeteelt. Vaak zijn dat inderdaad berggebieden, maar het kunnen bijvoorbeeld ook steppes zijn. Berghonden zijn bij uitstek de honden van de nomadische veetelers. 
Vroeger, in ieder geval zolang de wolf nog vrij voorkwam, werden berghonden ook in Europa veel gebruikt. Later heeft dit type hond hier steeds meer de taak van erfhond gekregen. Sinds enkele jaren wordt de inzet van berghonden weer gestimuleerd in en rond natuurreservaten met een wolvenpopulatie.

## Uiterlijk en gedrag
Berghonden zijn grote honden met een schouderhoogte van zo’n 65 tot 85 centimeter. Ze hebben een ruige pels. Ze zijn geschikt voor permanent buitenleven, zolang de omstandigheden niet te nat zijn. Berghonden zijn vaak wit van kleur. Al sinds de Oudheid wordt beweerd dat dit van belang is om ze ’s nachts van wolven te kunnen onderscheiden, maar ook wel omdat witte dieren makkelijker in de schaapskudde zouden opgaan. Feit is echter dat lang niet alle berghonden wit zijn.
Berghonden hebben een sterke territoriale drang, vreemden worden niet snel geaccepteerd. In tegenstelling tot de hoedende herdershonden zijn ze, in ieder geval overdag, zeer rustig. ’s Nachts zijn ze vaak actiever. Het zijn grote en onafhankelijke, niet makkelijk opvoedbare, honden. Veel berghonden, met name de meest oorspronkelijke rassen, zijn daarom als huishond niet bijzonder geschikt. 

## Rasoverzicht
Tot de berghonden behoren onder meer de volgende erkende rassen:
- Zuid-Europa en Noord-Afrika
  - Pyrenese berghond
  - Berghond van de Maremmen en Abruzzen
  - Bergamasco
  - Cão da Serra da Estrêla
  - Aidi

- Midden- en Oost-Europa
  - Šarplaninac
  - Komondor
  - Kuvasz
  - Sloveense cuvac
  - Tatrahond
  - Zuid-Russische owcharka
  - Kaukasische owcharka

- Azië
  - Anatolische herdershond
  - Centraal-Aziatische owcharka
  - Tibetaanse mastiff